# Kostarice
Kostarice ili ampulice su dva vrčića koji se koriste na misi za prinos vode i vina. Većinom su staklene, ali mogu biti i od metala, u kom slučaju imaju oznaku A (aqua) i V (vinum). Obično stoje na kredencu.
Sadašnje posude zamijenile su stare amfore koje su, pod nazivom hama ili amula, služile za primanje i nošenje kaleža s vinom. Često su to bili bogato ukrašeni metalni vrčevi. Drugi su bili izrađeni od stakla ili gline. Svedeni oblik sadašnjih lopatica potječe barem iz 12. stoljeća.